# Geophilus yavapainus
Geophilus yavapainus är en mångfotingart som först beskrevs av Chamberlin 1941.  Geophilus yavapainus ingår i släktet Geophilus och familjen storjordkrypare. Inga underarter finns listade i Catalogue of Life.